# Oosters toonsysteem
In Oosterse toonsystemen is vaak sprake van microtonaliteit, een octaaf wordt niet op dezelfde wijze als in de Westerse stemming in 12 tonen verdeeld maar op andere manieren. Deze systemen worden gevormd door complementaire waarden van de natuurtonenreeks.
Turkije
In Turkije deelt men de grote secunde in 9 zogenaamde komma's. Op deze wijze verkrijgt men alternatieve alteraties, zoals Bb3, si bemol üç, en Bb4, si bemol dört.
India
In de Indiase muziek, in (Noord-)India, kent men het systeem van de shruti's waaruit raga's worden gevormd. De toonladder luidt als volgt:
SA RE GA MA PA DHA NI ŚA, in Carnatische muziek wordt de RE weergegeven als RI. 

In korte notatie: S R G M P D N Ś 

De tonen SA en PA kunnen niet worden gealtereerd, achala swar, R, G, D en N kunnen worden verlaagd, komal, en M kan verhoogd worden, tivra. De basistonen kunnen tot 7 verschillende intonaties krijgen, de zogeheten shruti's. Zo zijn er in deze muziek 22 tonen per octaaf.
Indonesië
- Peloch
- Slendro